# Нууксио (национальный парк)
Нууксио (фин. Nuuksion kansallispuisto, швед. Noux nationalpark) — один из 39 национальных парков Финляндии. 

## Описание
Расположен к северо-западу от Хельсинки, это ближайший к столице национальный парк. Основан в 1994 году, его площадь — 53 км². Разнообразные ландшафты — долины с болотами и дремучими ельниками, ущелья, крутые скалы, поросшие лишайниками и сосняками, более 80 небольших озер — сформировались и сохранились здесь со времён ледникового периода.

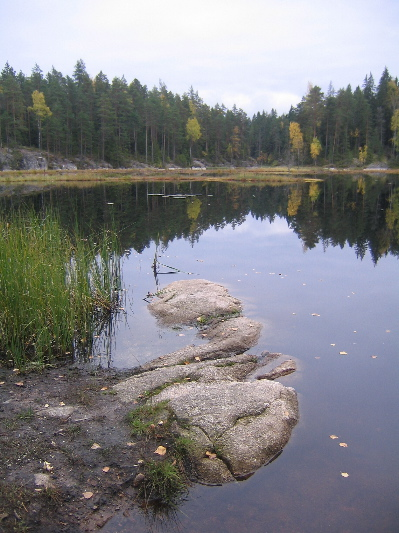
Озеро Мусталампи

До парка можно удобно добраться на общественном транспорте из Хельсинки и Эспоо. Вблизи парка построен центр природы «Халтиа», в который ежедневно наносят визит более 700 посетителей, получающих услуги в том числе и на русском языке.

## Природа парка
В растущих на скалах сосняках обитают различные виды птиц, в том числе лесные жаворонки и козодои, находящиеся под угрозой исчезновения. В мае, когда распускаются бутоны анемоны (ветреницы), можно услышать в ущельях пение черноголовых славок и малых мухоловок. Парк населяет и редкий вид белок, особо охраняемых в Финляндии, — белки-летяги. На территории «Нууксио» около 200 лесных участков обитания этого вида, который стал символом национального парка.